# LT vz.35
LT vz.35 — чехословацкий лёгкий танк производства Skoda. В 1935-36 годах танк LT vz.35 поступил на вооружение чехословацкой армии и к 1937 году стал основным типом танка Чехословакии. Активно использовался войсками вермахта.
По своим тактико-техническим данным LT vz.35 был сравним с другими европейскими танками, применявшимися в то время. В период с 1935 по 1939 год было выпущено 424 LT vz.35. После оккупации Чехословакии Германией эти танки поступили на вооружение вермахта. До начала войны LT vz.35 экспортировались в Румынию. Составили костяк немецкой 1-й лёгкой дивизии и, после её переформирования, 6-й танковой дивизии в ходе нападения на Польшу, Францию и СССР.

## Серийное производство
В июле 1935 года проходили испытания танков S-II-a (S — Skoda, II — лёгкий танк, a — предназначен для кавалерии), разработанный компанией Skoda, а также P-II-a фирмы ЧКД (Чешско-моравская Колбен Данек) на полигоне в Миловицах. Военные предпочли S-II-a (№ 13620), несмотря на то, что испытания ещё не были окончены и выдали заказ Шкоде на 160 танков. После этого фирма ЧКД объявила о подтасовке результатов испытаний с целью проталкивания продукции Skoda. Для примирения конкурентов Министерство обороны Чехословакии приняло решение, что S-II-a (получившим армейское обозначение LT vz.35 (LT — лёгкий танк, vz.35 — образца 1935 года)) будет выпускаться обеими компаниями. Однако военные не знали, что скандал был инсценировкой, так как между двумя фирмами было тайное соглашение о взаимопомощи в производстве вооружения. В части танков это означало, что объёмы производства должны быть поделены пополам. Первый заказ был сделан поровну, а следующая серия из 35 машин — 17 выпускала ЧКД и 18 — Skoda. Поскольку разработка LT vz.38 затягивалась, военные в ноябре 1937 года сделали заказ на ещё 103 LT vz.35. В общей сложности Чехословацкая армия получила 298 таких танков. Танки фирмы Skoda получили серийные номера в диапазоне 50130 — 53928 и регистрационные номера 13666 — 13720, 13818 — 13860, 13864 — 13914; машины ČKD имели серийные номера 1001 — 1099, 10100 — 10149 и регистрационные номера 13721 — 13817, 13925 — 13966.
| Получатель   | Производитель | 1936 | 1937 | 1938 | Всего |
| ------------ | ------------- | ---- | ---- | ---- | ----- |
| Чехословакия | ČKD           |      | 149  |      | 149   |
| Чехословакия | Skoda         | 15   | 113  | 21   | 149   |

В 1936 году к танку стала присматриваться Румыния, заказавшая у Skoda 126 машин. Правда, из-за обнаружившихся проблем с качеством было принято решение немного повременить с заказом. По этой причине запуск производства Š-II-aR сместился ближе к осени 1938 года. Последние танки, получившие индекс R-2, были переданы заказчику 22 февраля 1939 года. Первые 15 танков были идентичны прототипу. Примерно половина изготовленных машин относилось к модификации R-2c. Практически полностью идентичные обычным R-2, эти танки отличались использованием при изготовлении цементированной брони. Внешне отличить их можно по форме кормового листа башни (не гнутый, а собранный из двух половин).
В конце 1938 года 10 танков заказал Афганистан, но немецкая оккупация помешала реализовать сделку (хотя даже после войны Афганистан был заинтересован в этих танках).
Болгария также была заинтересована в закупке этих танков, с февраля по апрель 1940 года получила 26 машин уже от немцев. Позже, с октября 1940 по январь 1941 года получила ещё 10 танков под индексом Т-11, предназначенных для Афганистана. Эти машины отличались 37-мм пушкой А-7, предназначенной для LT vz.38.

## Описание конструкции

### Вооружение
Для своего времени и класса танк LT vz.35 имел далеко не самую мощную 37-мм пушку.
Полуавтоматический клиновый затвор обеспечивал орудию высокую скорострельность — 12—15 выстрелов в минуту. Орудие монтировалось в маске в передней части башни кругового вращения. Углы вертикальной наводки составляли от −10° до +25°. Масса орудия составляла 235 кг. В боекомплект орудия (78 снарядов) входили бронебойные и осколочно-фугасные снаряды (24 и 54 шт соответственно). Начальная скорость бронебойного снаряда массой 0,85 кг составляла 675 м/с, чего было достаточно для пробития 30-мм бронелиста на дальности 500 м( стоящего вертикально. Бронелист, стоящий под углом, становился непреодолимым препятствием уже дальше 300 м,  Даже при толщине 35 мм.) Осколочно-фугасный снаряд массой 0,825 кг имел начальную скорость 687 м/с.
Вспомогательным вооружением танка являлись два тяжёлых 7,92-мм пулемёта ZB vz.37. Оба пулемёта устанавливались в однотипные шаровые установки, один — в лобовом листе корпуса, другой — в лобовом листе башни справа от пушки. При этом башенный пулемет мог наводиться на цель как совместно с орудием, так и независимо от него. Боекомплект пулемётов — 2700 патронов.

### Двигатель и трансмиссия
Танк оснащался 6-цилиндровым карбюраторным двигателем Skoda Т-11 мощностью 120 л.с. при 1800 об/мин. При этом танк мог развивать максимальную скорость 34 км/ч, а запас хода(при вместимости топливных баков 153 л) был 190 км(учитывая размер Чехословакии, этого было достаточно).
У LT vz.35 была трёхступенчатая 12-скоростная(6 вперёд, 6 назад) планетарная коробка передач с пневматическими сервоприводами.

### Ходовая часть

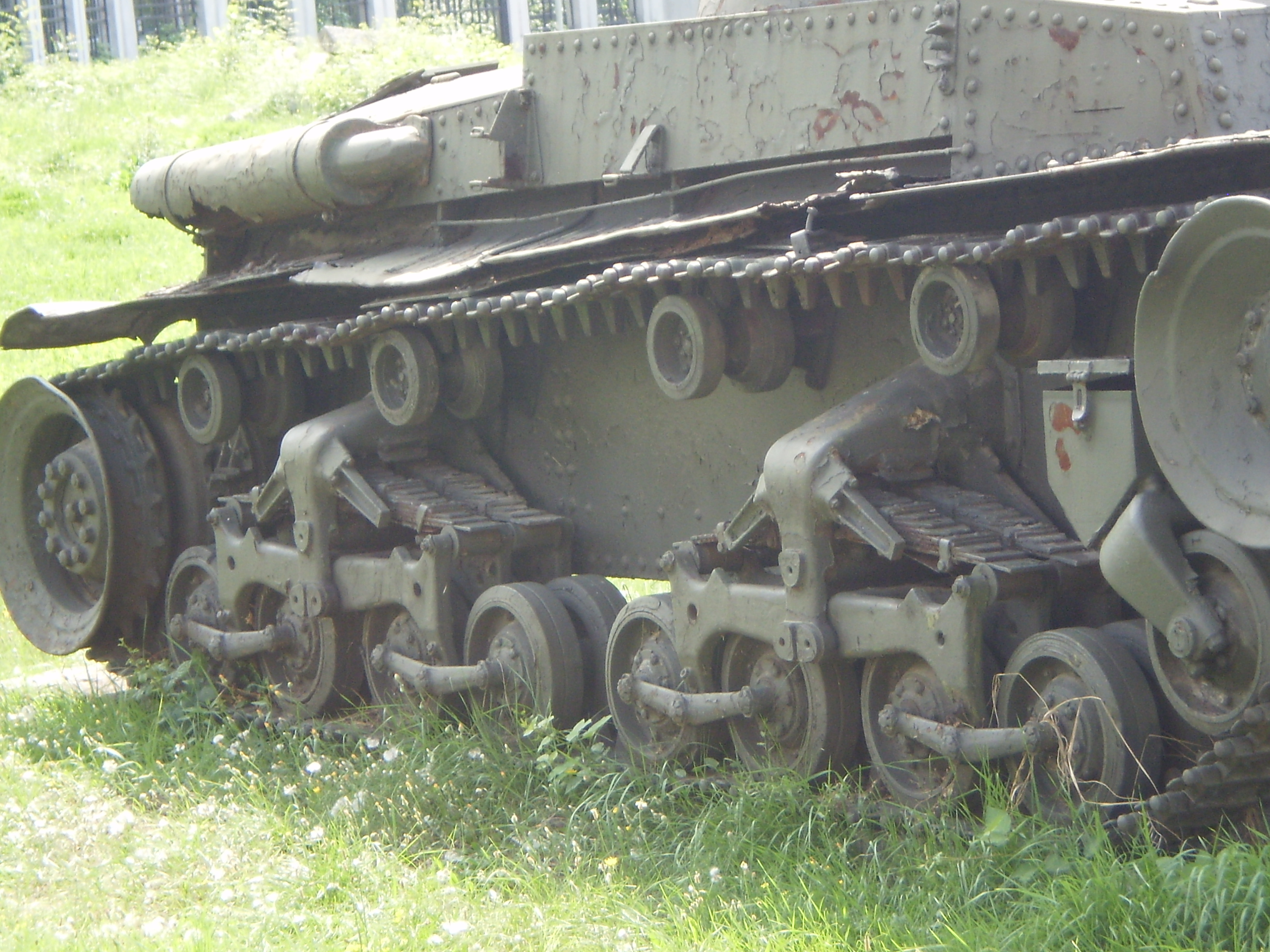

Подвеска (относительно одного борта) состояла из 8 сдвоенных опорных катков малого диаметра, сблокированных попарно и собранных в 2 тележки, каждая из которых подвешивалась на четырёх четвертьэллиптических рессорах. Между передней тележкой и направляющим колесом устанавливался один сдвоенный каток, облегчавший танку преодоление вертикальных препятствий. Ведущие колеса располагались сзади. Верхняя ветвь гусеницы опиралась на четыре сдвоенных поддерживающих катка. Все катки были обрезинены. Конструкция ходовой части обеспечивала танку мягкий ход без сильных вертикальных колебаний и раскачивания.
Литые кронштейны тележек подвески крепились к корпусу танка заклёпками.

## Модификации

### Серийные

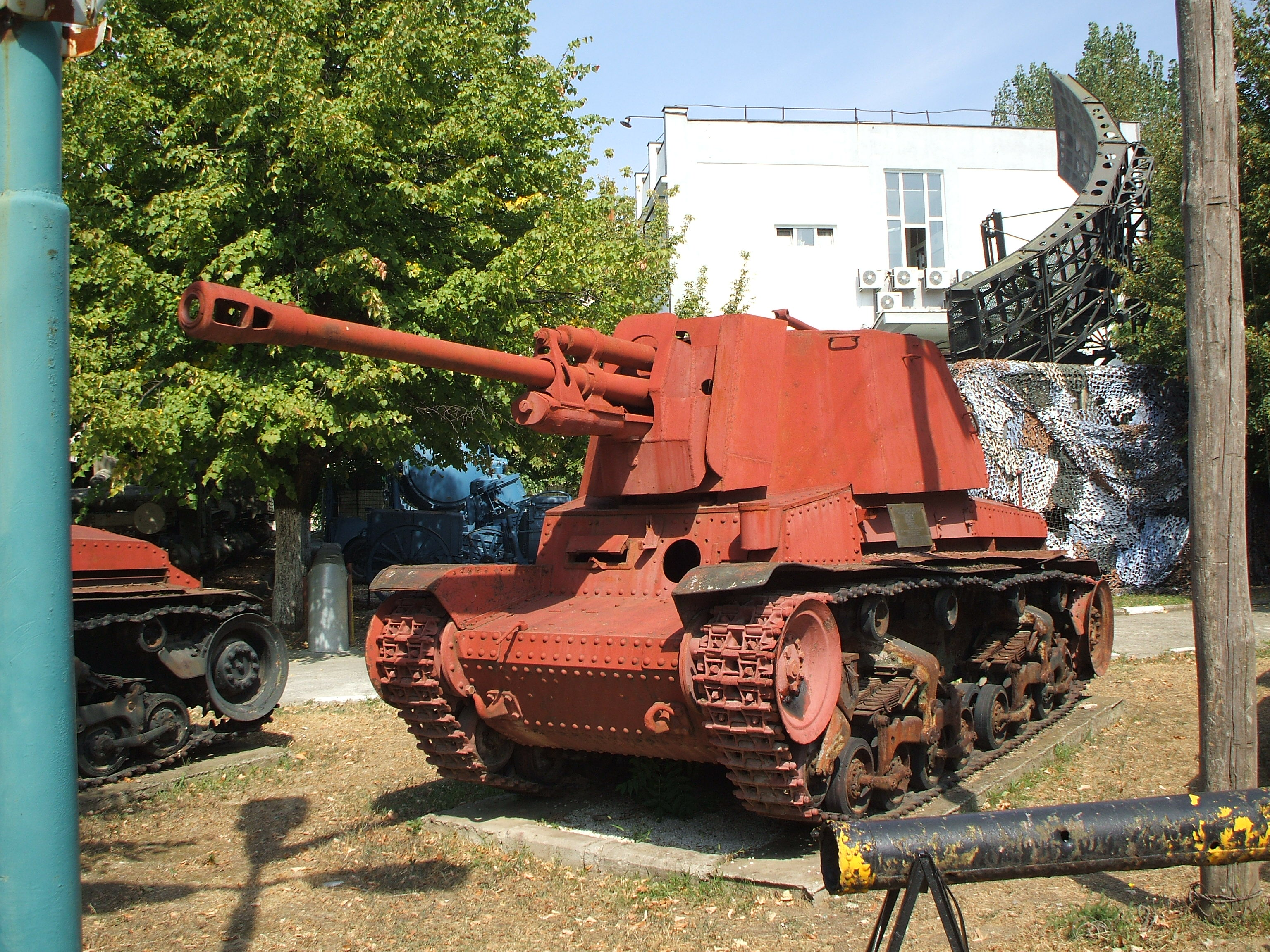
TACAM R-2 спереди

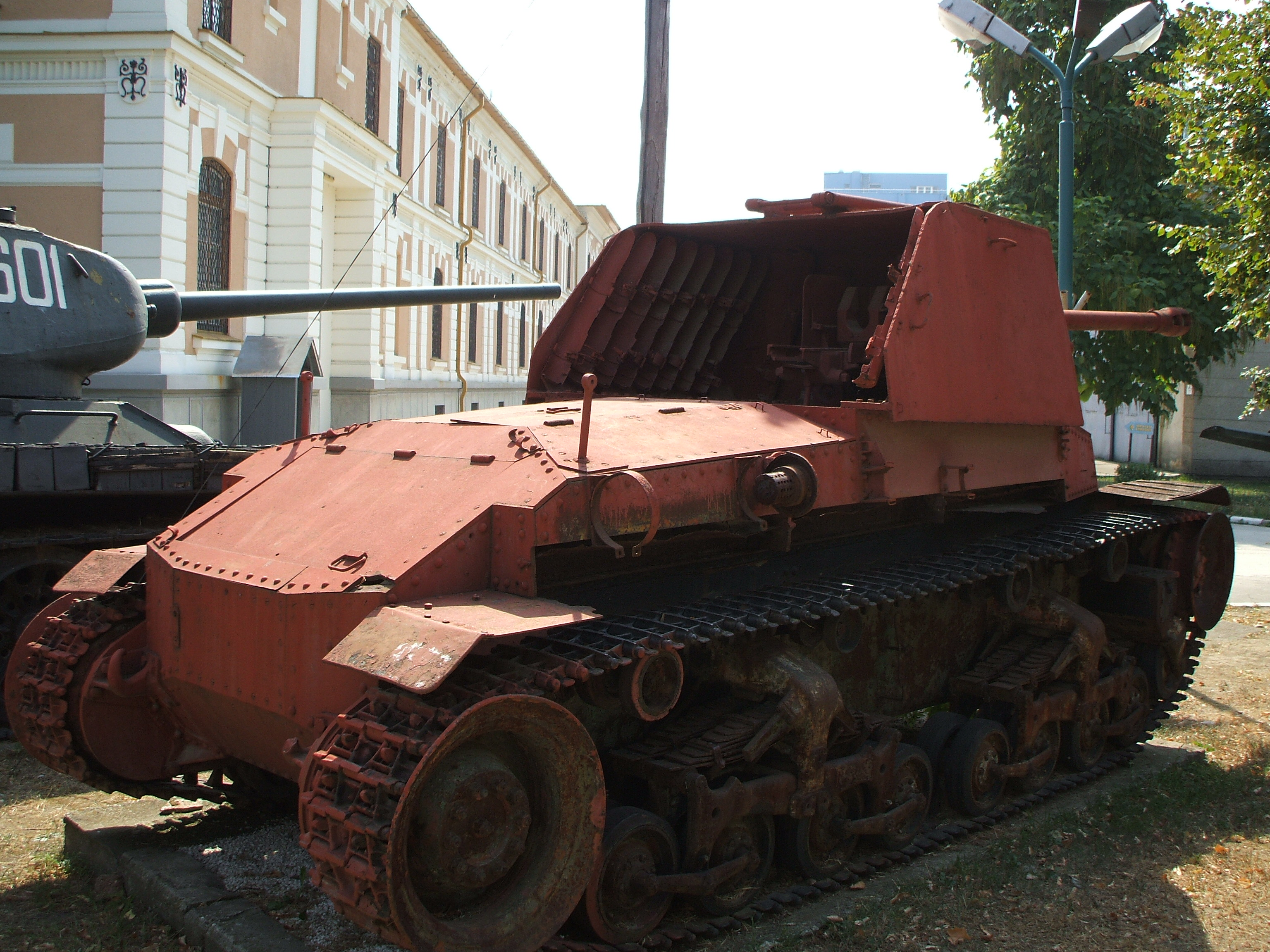
TACAM R-2 сзади

#### Германия
Немцы на захваченных танках провели ряд изменений — увеличили боекомплект до 78 снарядов и 2250 патронов, добавили (помимо бронебойных и осколочно-фугасных) подкалиберные снаряды, заменили чехословацкую радиостанцию на немецкую. После этого танк поступил на вооружение бронетанковых частей немецкой армии под обозначением PzKpfw.35(t), t — «tschechisch» — чешский. 112 танков вошли в состав 1-й лёгкой дивизии вермахта.
Перед французской кампанией немцы переоборудовали 20 танков в командирские Pz.BfWg.35(t). Помимо штатной радиостанции на этих танках устанавливалась ещё одна большей мощности, с антенной рамочного типа, смонтированной в кормовой части. На командирском танке пулемёт в лобовой части корпуса отсутствовал.

#### Румыния
В Румынии почти все R-2 входили в состав 1-й танковой дивизии «Великая Румыния». В 1942 году Румыния закупила ещё 26 чешских танков в Германии.
В 1943 году 21 румынский танк R-2 был переоборудован в САУ TACAM R-2, вооружённую трофейными советскими 76-мм пушками Ф-22 УСВ и ЗИС-3.
Кроме того, было выпущено некоторое количество 81-мм самоходных миномётов Moerser Zugmittel 35(t) и транспортёров боеприпасов Munitionschlepper 35(t)

### Опытные
Была попытка установить на шасси 35(t) противотанковую пушку Skoda А-5 калибра 47 мм. В 1940 году завод получил задание на разработку дополнительного бронирования (25 мм) корпуса. Летом 1941 года велись работы по созданию тропического варианта — с усиленной системой охлаждения двигателя и вентиляцией боевого отделения. Однако 35(t) в Африку не попали.
Некоторые модернизации проводили и в войсках. Например, на левой надгусеничной полке и корме корпуса крепились пять 20-литровых канистр с топливом, что значительно увеличивало запас хода.

## Операторы
- Чехословакия

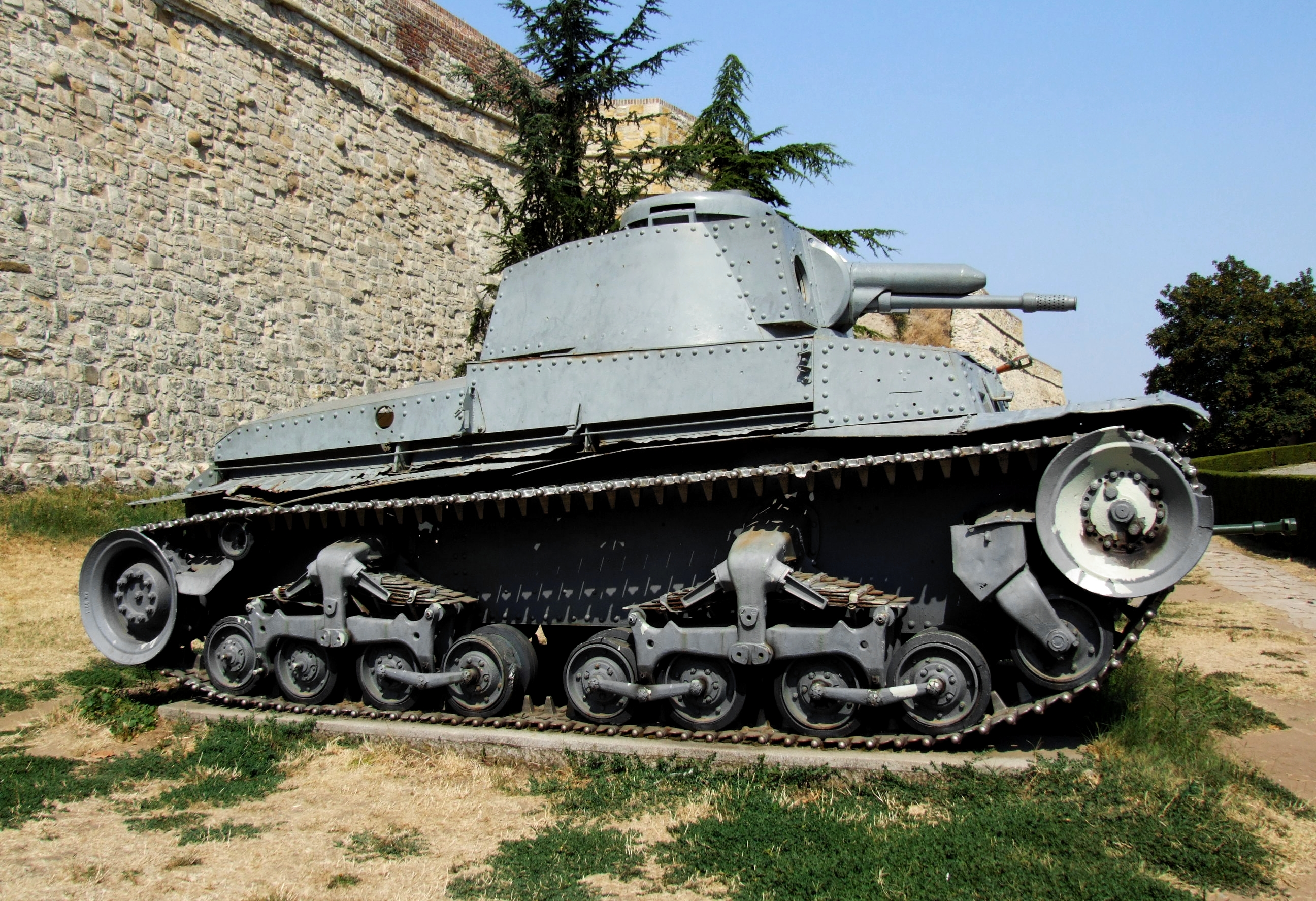
LT vz.35 в Военном музее Белграда

- Нацистская Германия — 243 танка, 26 из которых в 1940 году проданы Болгарии. Из оставшихся 217 в строй были введены только 197; приняты на вооружение под наименованием Pz.Kpfw.35(t)
- Румыния — 126 танков
- Словакия — 52 танка
- Венгрия — 2 танка (№№ 13670 и 13903, получившие номера 1Н-406 и 1Н-407, соответственно)
- Болгария — 36 танков: с февраля по апрель 1940 года Германия поставила 26 танков LT vz.35 (с 37-мм орудием Škoda A-3), а с октября 1940 по январь 1941 года 10 танков Т-11 (экспортный вариант для Афганистана, с 37-мм орудием Škoda A-7)[2]. До 1948 года Skoda получала из Болгарии заказы на запчасти для LT vz.35. Оставались на вооружении до 1950-х годов, после чего были заменены на Т-34-85[3]

## Служба и боевое применение

### В армии Чехословакии
Танк LT vz.35 относился к тому же классу боевых машин, что и советский лёгкий танк Т-26. Основными задачами LT vz.35 являлись разведка, поддержка пехоты и кавалерии. В 1938 году чехословацкая армия имела 4 танковых полка, оснащённых LT vz.35. Полки имели неоднородный состав. Сильнейшим был 1-й (3 танковых батальона и 2 батальона бронеавтомобилей); в нём насчитывалось 197 танков. 2-й танковый полк получил 49 танков и оставшиеся 52 танка попали в 3-й танковый полк (Мартин, Словакия). На основе этих полков во время мобилизации в 1938 году были развёрнуты четыре «быстрые» (лёгкие механизированные) дивизии. Однако в боевых действиях танки не приняли участия — в сентябре-октябре 1938 года танками LT vz.35 усилили укрепрайоны в Судетах против возможных атак германских диверсантов. После подписания Мюнхенского пакта танки вернулись в места постоянной дислокации.

### После оккупации Чехословакии
После оккупации Чехии и Словакии 15 марта 1939 года немцам досталось 243 танка LT vz.35. 52 танка вошли в состав вооружённых сил Словакии, 2 достались Венгрии (танки №№ 13670 и 13909, у них они получили регистрационные номера 1H-406 и 1H-407), опытный Š-II-a оставался на заводе Škoda, а в 1942 году был выкуплен СС; 26 танков в 1940 году получила Болгария от Германии.
Немцам танк понравился. Учитывая, что тогда у вермахта основным танком был Pz.II (Pz.III и Pz.IV выпускались в малых количествах), чехословацкая машина значительно превосходила немецкие лёгкие танки по мощи вооружения, имея практически такую же броневую защиту и скорость.
Помимо германской армии танки LT vz.35 состояли на вооружении румынской армии (экспортировано из Чехословакии 126 экземпляров).

### Боевое применение в вермахте

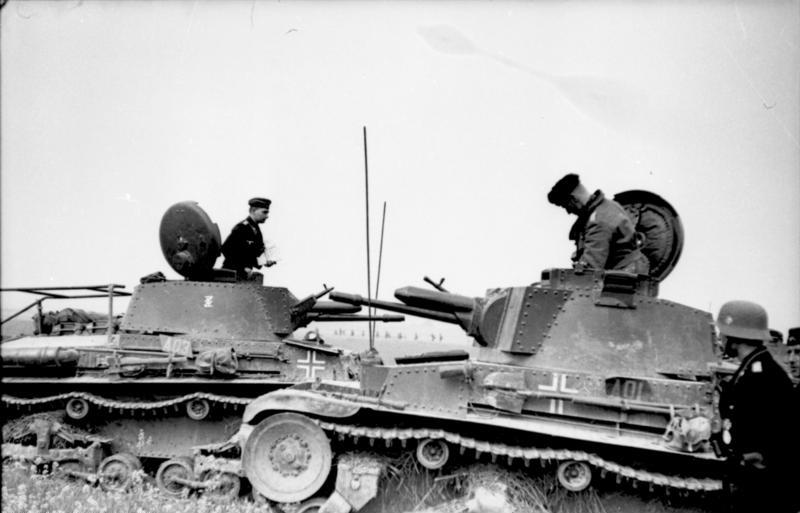
Panzer 35(t) во Французской кампании

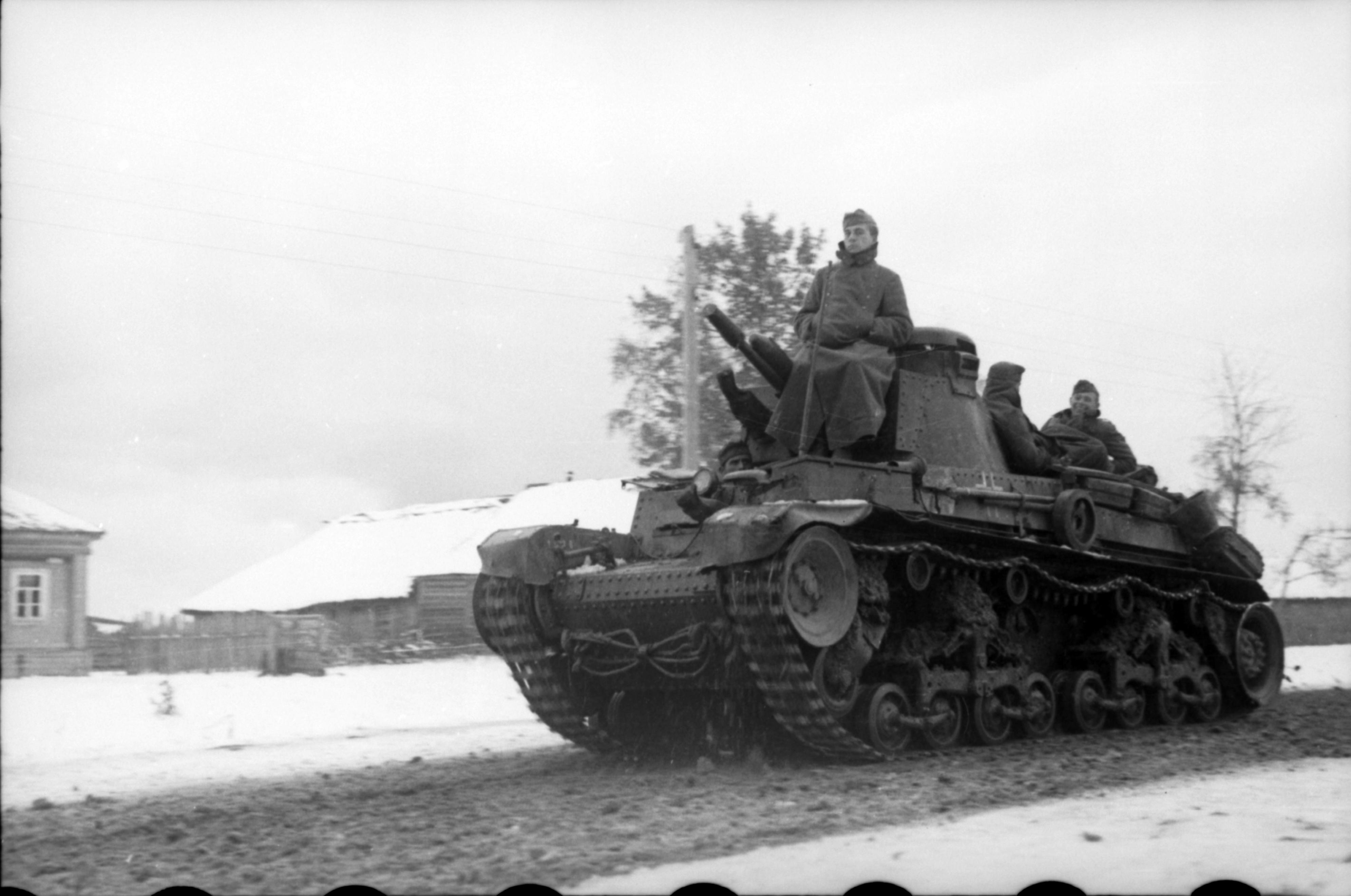
Танк в ходе операции «Барбаросса»

Во время польской кампании 1-я лёгкая дивизия по разным причинам потеряла 77 танков 35(t), один из которых был списан из-за невозможности восстановления. В октябре 1939 года на базе 1-й лёгкой дивизии была сформирована 6-я танковая, и чешские танки в дальнейшем воевали в её составе. Перед французской кампанией немцы располагали 143 исправными танками 35(t) и 52 находились в ремонте. В ходе боёв было потеряно 45 танков, большинство из них в течение года восстановили; безвозвратные потери составили лишь 6 машин. На 1 июня 1941 года в вермахте насчитывалось 187 танков и еще 2 прибыло из ремонта в июне. В боевых частях у советской границы было 155 линейных танков и 5 командирских, 6-я танковая дивизия входила в группу армий «Север» и наступала на ленинградском направлении. В сентябре её перебросили на московское направление, где она дошла до Клина.
По многим своим показателям, особенно бронированию, мощности двигателя, надежности трансмиссии, скорости и пр., танк превосходил легкие советские Т-26, не говоря уже о плавающих пулеметных Т-37, Т-38 и Т-40, а также успешно использовался в качестве разведчика. Но в условиях русской зимы этим машинам пришлось туго — начисто замерзал, например, пневматический сервопривод управления коробкой передач. Число боевых машин неуклонно сокращалось. Так к 1 сентября в дивизии были 113 боеспособных танков и 8 в ремонте, а к 10 ноября в стою оставалось всего 30 танков. Уже к 1 декабря 1941 года боеспособных 35(t) в дивизии не осталось. По состоянию на 10 января 1942 года в дивизии числилось 22 танка, из которых рабочими были только 5 Pz.Bef.Wg.35(t). Потери составили 142 Pz.Kpw.35(t) и 6 командирских машин. Сюда засчитаны и 10 танков, прибывших на пополнение. Больше в боевых частях танки не использовались — только в качестве учебных и в противопартизанских операциях. На 1 мая 1943 года в Вермахте все еще числились 3 Pz.35(t), кроме того 1 танк поступал из ремонта в мае.
50 танков с демонтированными башнями использовались в качестве артиллерийских тягачей Mörserzugmittel 35(t). Прототип был изготовлен на фирме Alkett весной 1942, далее к переоборудованию подключилась Škoda, сдав до конца года 37 машин и еще 12 в 1943 году.
Румынские R-2 действовали на южном фланге советско-германского фронта, в частности, в боях под Одессой, Сталинградом.
Не менее восьми подобных танков в 1944 году участвовали в боях против германских войск во время Словацкого национального восстания. Несколько танковых башен было установлено на броневагоны словацкого бронепоезда.

## Сохранившиеся экземпляры
До наших дней сохранилось 5 экземпляров танка LT vz.35 и 1 САУ на его базе.
- LT vz.35. В экспозиции Военно-технического музея в Лешанах. До 2008 г. находился в коллекции Абердинского полигона в США. Восстановлен до ходового состояния.
- LT vz.35. В открытой экспозиции Военного музея Белграда в крепости Калемегдан.
- R2 В открытой экспозиции Национального Военного музея[рум.], Бухарест. Также в музее представлена противотанковая САУ TACAM R2.
- LT vz.35. В открытой экспозиции Национального музея военной истории, София.
- LT vz.35. В экспозиции Музея Словацкого Национального восстания (Museum SNP), Банска-Бистрица. В составе железнодорожной бронеплатформы. Комплектный, включая бронекорпус и ходовую часть.

## В массовой культуре

### В компьютерных играх
- War Thunder — немецкий лёгкий танк 1 ранга БР 1.0 (резерв) под обозначением Pz.35(t)[6];
- World of Tanks — немецкий лёгкий танк 2 уровня под обозначением Pz.Kpfw. 35 (t) и чехословацкий лёгкий танк под обозначением LT vz. 35[7][8];
- World of Tanks Blitz — немецкий лёгкий танк 2 уровня под обозначением Pz.Kpfw. 35 (t)[9];
- «Черные бушлаты».

### В стендовом моделизме
Масштабная модель танка (1/35) выпускается фирмами Tamiya, ACADEMY, Bronco, Special Hobby и CMK, также существуют версии моделей из картона «WAK» в масштабе 1:25 и других польских производителей картонных моделей.

## Фотографии и рисунки
- Схема окраски 1938/39
- Варианты окраски
- Башня от Pz 35(t), использованная в качестве ДОТ
- Подборка фото
- Вид сбоку
- Внутренний вид